# La famiglia von Trapp - Una vita in musica
La famiglia von Trapp - Una vita in musica (Die Trapp Familie – Ein Leben für die Musik) è un film del 2015 diretto da Ben Verbong. 
La pellicola narra la storia della famosa famiglia di cantanti austriaci Trapp, tratta dal romanzo autobiografico del 2003 Memories Before & After The Sound of Music di Agathe von Trapp. La storia era già stata trasposta in film nel celebre musical del 1965 Tutti insieme appassionatamente, nel quale il personaggio di Agathe era stato ribattezzato Liesl, ma in quel caso la storia si ispirava all'autobiografia del 1949 La famiglia Trapp, scritta dalla sua madre adottiva Maria Augusta Trapp.

## Trama
L'anziana Agathe von Trapp racconta la sua vita alla giovane nipote americana Kirsty: la donna, con una grande passione per il canto, è cresciuta in Austria con i numerosi fratelli e sorelle e, alla morte dell’amata madre, si prende cura della casa e di suo padre Georg Ludwig von Trapp, eroe austriaco nella Prima Guerra Mondiale. L’uomo trova un nuovo amore, e una madre per i suoi figli, nell'istitutrice Maria. Sono anni drammatici e violenti: Hitler vuole annettere l’Austria alla Germania. Il film si conclude appunto con la fuga dei Von Trapp in America.

## Produzione
Il film, una coproduzione tra Germania ed Austria, venne girato in lingua inglese.
Sotto il profilo musicale, nel film è presente un errore storico piuttosto evidente: il coro della famiglia Trapp canta più di una volta l'Ave Maria di Vladimir Vavilov, che quest'ultimo compose nel 1970, circa trent'anni più tardi degli eventi narrati.

## Distribuzione
È stato distribuito nei cinema tedeschi il 12 novembre 2015, mentre in Italia è stato trasmesso direttamente in televisione il 28 novembre 2019 alle 21:30 su Rai 1.